# John Gilbert, Baron Gilbert
John William Gilbert, Baron Gilbert (PC, FRGS; * 5. April 1927; † 2. Juni 2013) war ein britischer Politiker (Labour Party) und  Mitglied des House of Lords.

## Leben
Seine Schulbildung erhielt Gilbert an der Merchant Taylors’ School, bevor er Wirtschaftswissenschaften am St. John’s College und an der New York University studierte. Außerdem arbeitete er als Wirtschaftsprüfer (Chartered accountant) in Kanada. Bei den Unterhauswahlen 1966 trat er für die Labour Party im Wahlbezirk Ludlow an, konnte jedoch keinen Sitz im Unterhaus erringen. Von 1970 bis 1974 war er für die Labour Party Mitglied des House of Commons für den Wahlbezirk Dudley, danach bis 1997 für den Wahlbezirk Dudley East. 1974/75 war er Finanzstaatssekretär und dann im Anschluss bis 1976 Verkehrsminister unter Harold Wilson. Im Kabinett von James Callaghan diente er als Staatsminister für Verteidigung. Er gehörte während seiner Zeit im Unterhaus verschiedenen Ausschüssen an, unter anderem zwischen 1979 und 1987 dem Verteidigungsausschuss und von 1994 bis 1997 dem Geheimdienstausschuss.
1978 wurde er zum Mitglied des Privy Council, 1983 verlieh ihm die Wake Forest University den LLD ehrenhalber. Seit 1997 gehörte Gilbert als Life Peer mit dem Titel Baron Gilbert of Dudley in the County of West Midlands dem Oberhaus an, und im selben Jahr wurde er Staatsminister für Beschaffungslogistik im Verteidigungsministerium (bis 1999). Er war Mitglied von Amnesty International, der Fabian Society und des WWF.